# Limenitis serita
Limenitis serita är en fjärilsart som beskrevs av Hans Fruhstorfer 1915. Limenitis serita ingår i släktet Limenitis och familjen praktfjärilar. Inga underarter finns listade i Catalogue of Life.